# Kína az 1984. évi téli olimpiai játékokon
Kína a jugoszláviai Szarajevóban megrendezett 1984. évi téli olimpiai játékok egyik részt vevő nemzete volt. Az országot az olimpián 5 sportágban 37 sportoló képviselte, akik érmet nem szereztek.

## Alpesisí
Férfi
| Versenyző      | Versenyszám      | 1. futam | 1. futam | 2. futam | 2. futam | Összesítés | Összesítés |
| Versenyző      | Versenyszám      | Idő      | Hely.    | Idő      | Hely.    | Idő        | Helyezés   |
| -------------- | ---------------- | -------- | -------- | -------- | -------- | ---------- | ---------- |
| Liu Changcheng | Műlesiklás       | 1:09,87  | 51.      | 1:08,88  | 34.      | 2:18,75    | 33.        |
| Liu Changcheng | Óriás-műlesiklás | 1:41,76  | 57.      | 1:46,75  | 58.      | 3:28,51    | 56.        |
| Wu Deqiang     | Műlesiklás       | 1:07,62  | 45.      | 1:06,39  | 29.      | 2:14,01    | 29.        |
| Wu Deqiang     | Óriás-műlesiklás | 1:41,74  | 56.      | 1:48,66  | 60.      | 3:30,40    | 59.        |
| Li Guangquan   | Műlesiklás       | 1:09,12  | 46.      | 1:07,47  | 30.      | 2:16,59    | 30.        |
| Li Guangquan   | Óriás-műlesiklás | 1:42,16  | 58.      | 1:42,83  | 55.      | 3:24,99    | 54.        |

Női
| Versenyző    | Versenyszám      | 1. futam | 1. futam | 2. futam | 2. futam | Összesítés | Összesítés |
| Versenyző    | Versenyszám      | Idő      | Hely.    | Idő      | Hely.    | Idő        | Helyezés   |
| ------------ | ---------------- | -------- | -------- | -------- | -------- | ---------- | ---------- |
| Wang Guizhen | Műlesiklás       | 1:05,14  | 25.      | 1:01,60  | 19.      | 2:06,74    | 20.        |
| Wang Guizhen | Óriás-műlesiklás | kizárták | kizárták | kiesett  | kiesett  | kiesett    | kiesett    |
| Jin Xuefei   | Műlesiklás       | 1:02,74  | 24.      | 1:03,30  | 20.      | 2:06,04    | 19.        |
| Jin Xuefei   | Óriás-műlesiklás | 1:22,45  | 49.      | 1:27,90  | 42.      | 2:50,35    | 42.        |

## Biatlon
| Versenyző                                           | Versenyszám      | Lövőhiba      | Időeredmény   | Helyezés      |
| --------------------------------------------------- | ---------------- | ------------- | ------------- | ------------- |
| Liu Hongwang                                        | 10 km sprint     | 3             | 35:56,3       | 46.           |
| Liu Hongwang                                        | 20 km egyéni     | 12            | 1:31:47,5     | 54.           |
| Song Wenbin                                         | 10 km sprint     | 3             | 36:53,4       | 53.           |
| Sun Xiaoping                                        | 20 km egyéni     | 8             | 1:28:07,1     | 52.           |
| Song Yongjun                                        | 10 km sprint     | 2             | 35:49,4       | 45.           |
| Long Yunzhou                                        | 20 km egyéni     | nem ért célba | nem ért célba | nem ért célba |
| Sun Xiaoping Long Yunzhou Liu Hongwang Song Yongjun | 4 × 7,5 km váltó | 0             | 1:53:04,1     | 16.           |

## Gyorskorcsolya
Férfi
| Versenyző      | Versenyszám | Eredmény | Helyezés |
| -------------- | ----------- | -------- | -------- |
| Wang Feifan    | 1000 m      | 1:24,21  | 40.      |
| Chen Jianqiang | 500 m       | 40,30    | 29.*     |
| Chen Jianqiang | 1000 m      | 1:22,10  | 37.      |
| Wang Nianchun  | 500 m       | 40,75    | 35.      |
| Zhao Shijian   | 5000 m      | 7:46,68  | 34.      |
| Zhao Shijian   | 10 000 m    | 15:46,37 | 30.      |
| Li Wei         | 1500 m      | 2:08,38  | 38.      |
| Li Wei         | 5000 m      | 7:55,70  | 40.      |
| Gai Zhiwu      | 500 m       | 41,67    | 38.      |
| Gai Zhiwu      | 1000 m      | 1:24,20  | 39.      |

Női
| Versenyző    | Versenyszám | Eredmény | Helyezés |
| ------------ | ----------- | -------- | -------- |
| Wang Guifang | 1500 m      | 2:16,19  | 23.      |
| Wang Guifang | 3000 m      | 4:59,32  | 21.      |
| Cao Guifeng  | 500 m       | 44,11    | 25.      |
| Cao Guifeng  | 1000 m      | 1:30,28  | 32.      |
| Shen Guoqin  | 500 m       | 44,21    | 26.      |
| Shen Guoqin  | 1000 m      | 1:29,11  | 26.      |
| Kong Meiyu   | 1500 m      | 2:19,56  | 29.      |
| Kong Meiyu   | 3000 m      | 5:03,43  | 23.      |
| Miao Min     | 500 m       | 44,49    | 28.      |
| Miao Min     | 1000 m      | 1:29,22  | 28.      |
| Wang Xiuli   | 1500 m      | 2:16,68  | 24.      |
| Wang Xiuli   | 3000 m      | 5:00,15  | 22.      |

* - egy másik versenyzővel azonos eredményt ért el

## Műkorcsolya
| Versenyző       | Versenyszám  | Kötelező elemek   | Kötelező elemek | Kötelező elemek | Rövid program     | Rövid program | Rövid program | Kűr               | Kűr   | Kűr         | Összesítés         | Összesítés |
| Versenyző       | Versenyszám  | Több. hely. száma | Hely.           | Hely. pont.     | Több. hely. száma | Hely.         | Hely. pont.   | Több. hely. száma | Hely. | Hely. pont. | Helyezési pontszám | Helyezés   |
| --------------- | ------------ | ----------------- | --------------- | --------------- | ----------------- | ------------- | ------------- | ----------------- | ----- | ----------- | ------------------ | ---------- |
| Masaru Ogawa    | Férfi egyéni | 7×16+             | 16.             | 9,6             | 7×14+             | 14.           | 5,6           | 5×14+             | 14.   | 14,0        | 29,2               | 14.        |
| Bao Zhenghua    | Női egyéni   | 5×22+             | 23.             | 13,8            | 7×21+             | 21.           | 8,4           | 9×22+             | 22.   | 22,0        | 44,2               | 22.        |
| Luan Bo Yao Bin | Páros        |                   |                 |                 | 9×15+             | 15.           | 6,0           | 9×15+             | 15.   | 15,0        | 21,0               | 15.        |

| Versenyző               | Versenyszám | Kötelező tánc     | Kötelező tánc | Kötelező tánc | Eredeti (original) tánc | Eredeti (original) tánc | Eredeti (original) tánc | Kűr               | Kűr   | Kűr         | Összesítés         | Összesítés |
| Versenyző               | Versenyszám | Több. hely. száma | Hely.         | Hely. pont.   | Több. hely. száma       | Hely.                   | Hely. pont.             | Több. hely. száma | Hely. | Hely. pont. | Helyezési pontszám | Helyezés   |
| ----------------------- | ----------- | ----------------- | ------------- | ------------- | ----------------------- | ----------------------- | ----------------------- | ----------------- | ----- | ----------- | ------------------ | ---------- |
| Xi Hongyan Zhao Xiaolei | Jégtánc     | 9×19+             | 19.           | 11,4          | 9×19+                   | 19.                     | 7,6                     | 9×19+             | 19.   | 19,0        | 38,0               | 19.        |

## Sífutás
Férfi
| Versenyző                                    | Versenyszám     | Eredmény  | Helyezés |
| -------------------------------------------- | --------------- | --------- | -------- |
| Zhu Dianfa                                   | 15 km           | 50:42,3   | 69.      |
| Lin Guanghao                                 | 15 km           | 50:26,1   | 68.      |
| Song Shi                                     | 15 km           | 49:42,1   | 66.      |
| Song Shi                                     | 30 km           | 1:47:13,5 | 62.      |
| Li Xiaoming                                  | 15 km           | 50:03,3   | 67.      |
| Li Xiaoming                                  | 30 km           | 1:47:32,6 | 64.      |
| Song Shi Li Xiaoming Lin Guanghao Zhu Dianfa | 4 × 10 km váltó | 2:16:52,4 | 15.      |

Női
| Versenyző                                   | Versenyszám    | Eredmény  | Helyezés |
| ------------------------------------------- | -------------- | --------- | -------- |
| Dou Aixia                                   | 5 km           | 21:33,8   | 48.      |
| Dou Aixia                                   | 10 km          | 41:35,7   | 50.      |
| Zhang Changyun                              | 10 km          | 42:26,6   | 51.      |
| Song Shiji                                  | 5 km           | 22:24,1   | 52.      |
| Song Shiji                                  | 10 km          | 42:28,1   | 52.      |
| Chen Yufeng                                 | 5 km           | 21:50,2   | 51.      |
| Chen Yufeng                                 | 10 km          | 41:27,7   | 49.      |
| Tang Yuqin                                  | 5 km           | 21:41,5   | 49.      |
| Dou Aixia Tang Yuqin Chen Yufeng Song Shiji | 4 × 5 km váltó | 1:21:19,6 | 12.      |